# Lagerklasse
Jedem gelagerten Gefahrstoff ist, abhängig von seinen Gefahrenmerkmalen, eine Lagerklasse (LGK) zugeordnet. Sie ist bei der Gefahrstofflagerung von Bedeutung.

## Herleitung
Die Definition der Lagerklassen entspricht dem „Konzept zur Zusammenlagerung von Chemikalien“ des Verbands der Chemischen Industrie. Grundlage dieses Konzeptes sind Gesetze, Vorschriften und Technische Regeln der Bundesrepublik Deutschland.
Inzwischen ist diese Definition der Lagerklasse in die TRGS 510 – „Lagerung von Gefahrstoffen in ortsbeweglichen Behältern“ übernommen worden.

## Lagerklassen und deren Zuordnung
Die Zuordnung eines Gefahrstoffs in eine Lagerklasse erfolgt anhand verfügbarer Angaben wie im Sicherheitsdatenblatt oder die gefahrstoff- bzw. gefahrgutrechtlichen Kennzeichnungen.  Hierbei wird jeder Gefahrstoff in eine einzige Lagerklasse eingestuft. Die Lagerklasse ergibt sich aus dem Gefahrenmerkmal, welches in einem definierten Ablaufschema als erstes zutreffend ist.
| Lagerklasse (LGK) | Beschreibung der Lagerklasse entsprechend TRGS 510                                   |
| ----------------- | ------------------------------------------------------------------------------------ |
| 1                 | Explosive Gefahrstoffe                                                               |
| 2A                | Gase (ohne Aerosolpackungen und Feuerzeuge)                                          |
| 2B                | Aerosolpackungen und Feuerzeuge                                                      |
| 3                 | Entzündbare Flüssigkeiten                                                            |
| 4.1A              | Sonstige explosionsgefährliche Gefahrstoffe                                          |
| 4.1B              | Entzündbare feste Gefahrstoffe                                                       |
| 4.2               | Pyrophore oder selbsterhitzungsfähige Gefahrstoffe                                   |
| 4.3               | Gefahrstoffe, die in Berührung mit Wasser entzündbare Gase entwickeln                |
| 5.1A              | Stark oxidierende Gefahrstoffe                                                       |
| 5.1B              | Oxidierende Gefahrstoffe                                                             |
| 5.1C              | Ammoniumnitrat und ammoniumnitrathaltige Zubereitungen                               |
| 5.2               | Organische Peroxide und selbstzersetzliche Gefahrstoffe                              |
| 6.1A              | Brennbare, akut toxische Kat. 1 und 2 / sehr giftige Gefahrstoffe                    |
| 6.1B              | Nicht brennbare, akut toxische Kat. 1 und 2 / sehr giftige Gefahrstoffe              |
| 6.1C              | Brennbare, akut toxische Kat. 3 / giftige oder chronisch wirkende Gefahrstoffe       |
| 6.1D              | Nicht brennbare, akut toxische Kat. 3 / giftige oder chronisch wirkende Gefahrstoffe |
| 6.2               | Ansteckungsgefährliche Stoffe                                                        |
| 7                 | Radioaktive Stoffe                                                                   |
| 8A                | Brennbare ätzende Gefahrstoffe                                                       |
| 8B                | Nicht brennbare ätzende Gefahrstoffe                                                 |
| 10                | Brennbare Flüssigkeiten, die keiner der vorgenannten LGK zuzuordnen sind             |
| 11                | Brennbare Feststoffe, die keiner der vorgenannten LGK zuzuordnen sind                |
| 12                | Nicht brennbare Flüssigkeiten, die keiner der vorgenannten LGK zuzuordnen sind       |
| 13                | Nicht brennbare Feststoffe, die keiner der vorgenannten LGK zuzuordnen sind          |

## Zusammenlagerung
Gefahrstoffe einer Lagerklasse dürfen in der Regel in einem Lagerabschnitt gelagert werden. Die Zusammenlagerung von Gefahrstoffen verschiedener Lagerklassen wird ausführlich durch eine Tabelle Separat- oder Zusammenlagerung im VCI-Konzept bzw. der TRGS 510 beschrieben. 
Zusammenlagerungsbeschränkungen innerhalb der Lagerklassen 10 – 13 gibt es nicht. Bei der Zusammenlagerung von Artikeln der LGK 10 – 13 mit anderen Lagerklassen muss bei Anwendung der Tabelle Separat- oder Zusammenlagerung die Brandgefährlichkeit von Stoff und Verpackung berücksichtigt werden. 